# Mihail Sevastos
Mihail Sevastos (n. 8/20 august 1892, Botoșani, România – d. 24 septembrie 1967, București, România) a fost un prozator, poet, memorialist, traducător și gazetar român.

## Biografie
Mihail Sevastos a fost fiul natural al scriitoarei și folcloristei Elena Didia Odorica Sevastos și al poetului Artur Stavri. 
A urmat cursurile Facultății de Drept din Iași, devenind avocat.
A debutat cu „Cântecul ciobănașului Nacu” în 1908. Din 1911 a fost corector și ulterior secretar de redacție la revista Viața Românească, apoi redactor și colaborator la o serie de periodice din Iași și București, în care i-au apărut versuri, traduceri, comentarii teatrale, literare sau de o mai largă cuprindere socială, editoriale, articole politice A publicat versuri de orientare simbolistă, literatură pentru copii și memorialistică.
A publicat traduceri, în special din literatura clasică rusă (Cehov, Mihail Șolohov, Lev Tolstoi, Dostoievski și Turgheniev, dar și din Voltaire (Micromégas) .
A lucrat și ca redactor la publicațiile Mișcarea, Teatrul, Opinia, Convorbiri critice, Rampa, Facla, Lumea. Director la Adevărul literar și artistic (1925-1939). A fost director al săptămânalului Torța (1945), dar și redactor și membru în comitetul de direcție al ziarului Universul. Din 1946 a colaborat la mai multe ziare și reviste
A semnat împreună cu George Topîrceanu cu pseudonimul colectiv T.&S. 
În prima parte a anului 1925, A. de Herz a renunțat la direcția revistei „Adevărul literar și artistic” și locul lui a fost luat de Mihail Sevastos care a reorganizat revista, dându-i o înfățișare grafică modernă și a inițiat rubrici noi, pe care le-a încredințat unor scriitori consacrați, precum Tudor Arghezi, Eugen Lovinescu, dar și altora aflați la începutul carierei (G. Călinescu, Al. O. Teodoreanu ș.a). Nu a modificat orientarea politică și socială, situată în continuarea aceleia democratice, imprimate de Constantin Mille, și nici interesul neîntrerupt pentru viața culturală autohtonă și, în primul rând, pentru literatura română și pentru scriitorii care începeau să se impună după Primul Război Mondial.
Cea mai cunoscută carte a sa este Amintiri de la „Viața românească”, un text redactat sub forma unor mici narațiuni, organizate însă cronologic și tipologic. Volumul începe cu întemeierea revistei, la Iași, în 1906, urmează evocările întemeietorilor (cu accent pe portretele lui Constantin Stere și Garabet Ibrăileanu), apoi cercul restrâns al primei redacții, colaboratorii de până la Primul Război Mondial. 
O altă carte a sa, la care documentarea a durat 10 ani, a fost „Monografia orașului Ploiești“ apărută în 1937. Despre aceasta se afirmă că a fost folosită ca bază documentară pentru pregătirea bombardamentelor în Operațiunea Tidal Wave, deoarece după fotografiile conținute, mult mărite, ar fi fost stabilite țintele celor aproape douăzeci de raiduri devastatoare dintre august 1943 și august 1944.

## Bust
Printre lucrările secției de artă plastică a Muzeului Județean Vâlcea se află și «Portretul lui Mihail Sevastos», executat în ghips (dimensiunile 0,570x0,285x0,300 m), lucrare semnată Céline Emilian. Expresia figurii, bine reliefată, scoate în evidență chipul cu trăsături severe, concentrat de energie, dar cu o privire plină de încredere și optimism, produce un maximum de efect. Privit din față, întors ușor către stânga, părul bogat al scriitorului cu fruntea lată, cute între sprâncene, gura asimetrică, sunt elemente caracteristice ale acestui personaj care caută parcă să domine, să se impună.

## In memoriam
- Strada cu codul poștal 700934 din Iași poartă numele Sevastos Mihail.[13]

## Scrieri
- Camioneta verde (1935)[4]
- Monografia orașului Ploiești, Tiparul „Cartea Românească“, București, 1937
- Carte de bucate (1939)[4]
  - Carte de bucate. Reeditare. 304 pagini, Editura tehnică, 1956
  - Carte de bucate. Reeditare. Editura Cosmos, București, 2005
- Amintiri de la Viața românească, 340 pagini, Editura de stat pentru literatură și artă, 1956.
  - Amintiri de la Viața românească, 492 pagini, ediție în întregime refăcută de autor (definitivă), Editura de stat pentru literatură și artă, 1966.
  - Amintiri de la Viața românească, 444 pagini, reeditarea variantei din 1966, Editura Polirom, Iași, 2015
- Istorisiri adevărate (1961, reeditare 1971)[4]
- Cronici rimate, prefață de Al. Philippide, 247 p., Editura pentru literatură, București, 1963[14]
- Versuri (Editura pentru Literatură, 1967)[4]
- Documente omenești. Amintiri, 389 pagini, Editura Minerva, 1970